# Babbage (kráter)

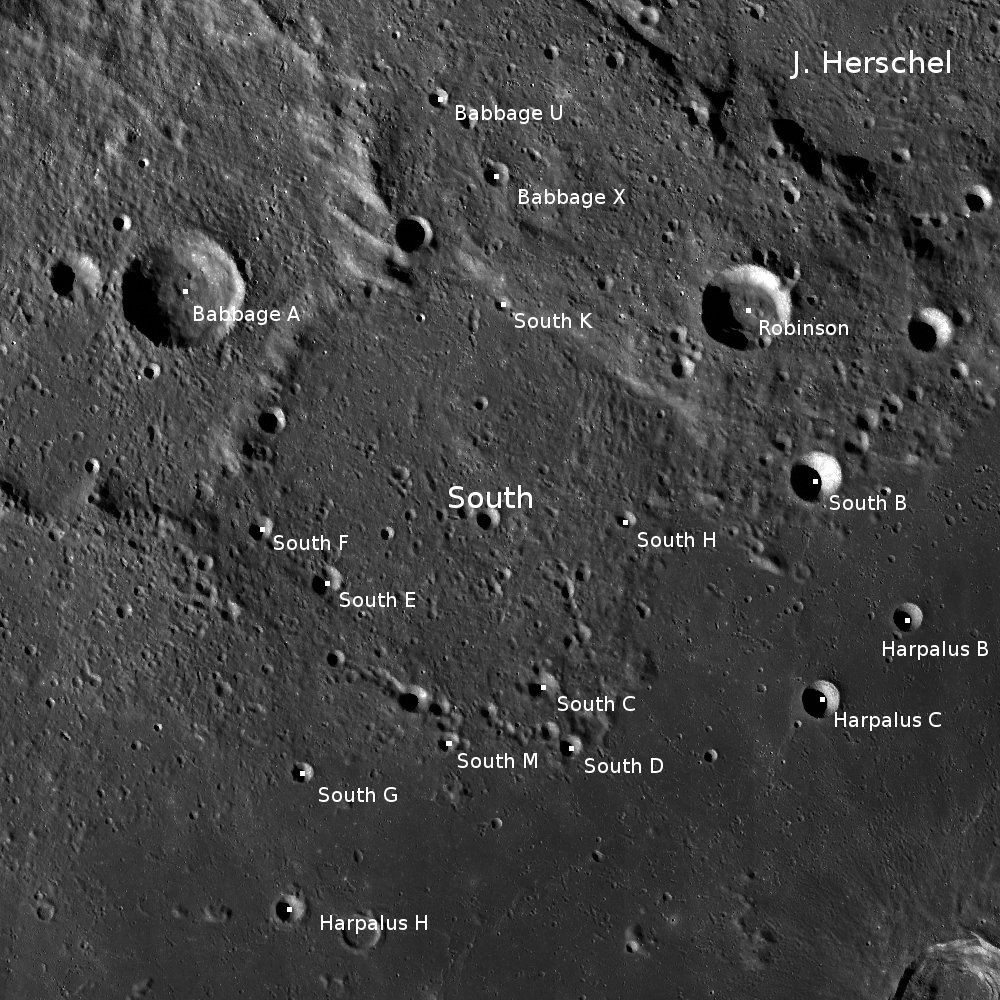
Okolí kráteru Babbage (v levém horním rohu)

Babbage je velký starobylý kráter typu valová rovina nacházející se nedaleko zálivu Sinus Roris (Záliv rosy) na přivrácené straně Měsíce. Má průměr 144 km. Je pojmenován podle anglického matematika, filozofa a vynálezce Charlese Babbage. Jeho okrajový val je nepravidelného tvaru a značně narušený. Uvnitř se nachází několik satelitních kráterů, nejvýraznější z nich je Babbage A.
Babbage na jihovýchodě sousedí s další valovou rovinou South.
Severoseverozápadně lze nalézt komplexní kráter Pythagoras, jihozápadně leží menší kráter Oenopides.

## Satelitní krátery
V okolí kráteru se nachází několik dalších kráterů. Ty byly označeny podle zavedených zvyklostí jménem hlavního kráteru a velkým písmenem abecedy.
| Babbage | Sel. šířka | Sel. délka | Průměr |
| ------- | ---------- | ---------- | ------ |
| A       | 59.0° S    | 55.1° Z    | 32 km  |
| B       | 57.1° S    | 59.7° Z    | 7 km   |
| C       | 59.1° S    | 57.3° Z    | 14 km  |
| D       | 58.6° S    | 61.0° Z    | 68 km  |
| E       | 58.5° S    | 61.4° Z    | 7 km   |
| U       | 60.9° S    | 51.3° Z    | 5 km   |
| X       | 60.2° S    | 49.9° Z    | 5 km   |